# Српски институт за јавну дипломатију
Српски институт за јавну дипломатију (енгл. Serbian Institute for Public Diplomacy) са седиштем у Бриселу основали су заједничким снагама један од најактивнијих људи српске дијаспоре и председник Српског института за јавну дипломатију Зоран Милинковић из Француске и група истакнутих стручњака и интелектуалаца из дијаспоре попут Зорана Ђорђевића и Борке Томић, Филипа Михаиловића и Саше Стојановића. 
Данас, Српски институт за јавну дипломатију чини група младих експерата предвођена председником Зораном Милинковићем и директором за питања Европске политике Аном Милошевић.
Активности Српског института обухватају четири домена:
- јавне послове,
- економију и бизнис,
- културу и
- туризам,

а један од постављених задатака је повезивање српске дијаспоре. Основни циљеви Српског института односе се на јачање идентитета и унапређење имиџа Србије у земљама ЕУ, лобирање за убрзано приступање режиму „беле шенгенске визе“, успостављање јаче сарадње међу елитом у млађој српској дијаспори, затим на промоцији инвестиционе климе у Србији и економских интереса српских компанија у ЕУ као и на промоцији културне и туристичке понуде Србије у ЕУ.